# ФК Шефилд јунајтед
ФК Шефилд јунајтед (енгл. Sheffield United Football Club) је професионални енглески фудбалски клуб из Шефилда, који се тренутно такмичи у Чемпионшипу.

## Историја
Клуб је основан 1889. године. Највећи успех у историји клуба је освајање шампионске титуле 1898. године. ФА куп су освајали четири пута 1899, 1902, 1915. и 1925. године, а у два наврата стизали до финала 1901. и 1936. године. Клуб се промовисао у Премијер лигу након што је у Чемпионшипу завршио на другом месту. Сезону 2019/20. су одиграли добро и на изненађење многих завршили на 9. месту на табели. Већ следеће сезоне су били последњи, а потврду о њиховом повратку у Чемпионшип потврдио је пораз од Вулверхемптон вондерерса од 1:0 17. априла 2021. године.

## Успеси
- Прва дивизија / Премијер лига
  - Првак: 1897/98.
  - Вицепрвак: 1896/97, 1899/00.

- ФА куп
  - Освајач: 1899, 1902, 1915, 1925.
  - Финалиста: 1901, 1936.

- Трећа дивизија / Прва лига
  - Првак: 2016/17.